# ستيوارت هايز
ستيوارت هايز (بالإنجليزية: Stuart Hayes) هو مدرب رياضي بريطاني، ولد في 16 أبريل 1979 في ايزلورث في المملكة المتحدة.

## وصلات خارجية
- ستيوارت هايز على موقع اتحاد الترياتلون الدولي (الإنجليزية)
- ستيوارت هايز على موقع IAT Triathlon Database (الإنجليزية)
- ستيوارت هايز على موقع أوليمبيديا (الإنجليزية)
- ستيوارت هايز على موقع اللجنة الأولمبية البريطانية (الإنجليزية)
- ستيوارت هايز على موقع اتحاد ألعاب الكومنولث (مؤرشف) (الإنجليزية)